# Signochrysa catenulata
Signochrysa catenulata is een insect uit de familie van de gaasvliegen (Chrysopidae), die tot de orde netvleugeligen (Neuroptera) behoort. 
Signochrysa catenulata is voor het eerst wetenschappelijk beschreven door Gerstäcker in 1894.